# 胡天衡
胡天衡（Timothy Wu，1983年6月27日—），香港傳媒工作者，曾是香港新聞台、本港台及亞洲台主播和記者，亦常擔任駐廣州及駐北京記者。

## 早年生活
畢業於農圃道官立小學（1995年上午校）和余振強紀念中學、香港專業教育學院商業系和珠海學院新聞系。

## 主播生涯
珠海學院畢業後，曾經受聘於香港新聞台工作兩年，是香港新聞台之主播。
於2005年入職亞視新聞為見習記者，主要負責星期一至五晚的《夜間新聞》。於2008年3月23日（星期日）首次成為《六點鐘新聞》之主播。之後因馮兆寧被解僱，與羅振邦及嚴劍豪輪流擔任《六點鐘新聞》的男主播一職。
2007年9月，胡天衡結束駐廣州，回港後即主持《夜間新聞》。
胡天衡於2012年2月離開亞洲電視後，曾於《蘋果日報》擔任動新聞動記者一職，不過短短1個月後，同年4月轉至有線新聞任職記者，2013年7月起不定期兼任主播。後於2014年12月初於社交網站Instagram以「新聞報導完，再會。」
離開任職年多的有線新聞，轉投香港機場管理局，及後於2020年1月離職。
2020年12月入職澳洲SBS電台廣東話節目，並遠赴澳洲修讀民航機師課程，目前在墨爾本定居。

## 軼聞
胡天衡外表俊朗。由於在2005年時把頭髮染成金色，外表和卡通片《櫻桃小丸子》中「花輪同學」一角相似，因而被網友冠以「花輪同學」的綽號。

## 重要採訪
2008年5月13-15日期間，到重災區之一四川省北川縣，採訪四川汶川八級大地震。在2008年5月17日，曾嘗試到另一重災區四川映秀鎮採訪，但在途中遇上餘震，從山上滾下的大石阻擋去路而折返都江堰市。

## 過去事件
- 2003年5月3日（星期六）下午2時，在立法會會議廳，以香港天主教大專聯會外務副會長的身份，代表團體為《國家安全 (立法條文)條例草案》委員會，提供對條例草案的意見。